# Palazinges
Palazinges é uma comuna francesa na região administrativa da Nova Aquitânia, no departamento de Corrèze. Estende-se por uma área de 5,25 km². Em 2010 a comuna tinha 161 habitantes (densidade: 30,7 hab./km²).